# Pierre des Vaux de Cernay
Pierre des Vaux-de-Cernay o Pierre de Vaux-Cernay, latinizado Petrus Sarnensis o Petrus monachus coenibius Vallium Cernaii (floruit c. 1215) fue un monje cisterciense de la abadía de Vaux-de-Cernay, en lo que es ahora Yvelines, al norte de Francia, cronista de la cruzada albigense promulgada por el papa Inocencio III en 1208. Su Hystoria Albigensis; Historia de factis et triumphis memorabilibus nobilis viri domini Simonis comitis de Monte Forti (1218) es una de las fuentes primarias de los acontecimientos de esa cruzada. No debe confundirse con su contemporáneo, el laico Pedro Valdo, fundador de los predicadores preprotestantes conocidos como Valdenses.

## Biografía
Se cree que la crónica se escribió de 1212 a 1218, y relata principalmente los acontecimientos de 1203 a 1208, aunque también bastantes posteriores, en algunos de los cuales el autor mismo estuvo presente como testigo. Fue su abad su tío Guy de Vaux-de-Cernay, obispo de Carcasona durante algunos años desde 1212, y antes predicador traído por Simon IV de Montfort para intentar desenraizar la herejía cátara. Pierre había seguido también al principio la Cuarta cruzada con Guy hasta Zara (Dalmacia). Volvió a Francia en 1206.
Como historiador se le considera generalmente partidario del lado católico, pero también es verdad que fue más objetivo en describir las creencias y acciones de los cátaros que algunos de sus perseguidores. Steven Runciman ofrece ejemplos en los cuales el debate de Pierre sobre la teología cátara es presumiblemente exacto o exagera a efectos propagandísticos. Su crónica no va más allá de 1218, y termina abruptamente poco después de la muerte del caudillo cruzado Simón de Montfort en el segundo asedio de Toulouse (25 de junio de 1218); se ha sugerido que el fallecimiento del autor poco después de ese año pudo ser la razón. 
La obra se abre con una descripción de las características, creencias y rituales del catarismo; inserta además en el texto varios documentos pontificios (bulas y encíclicas) además de informes conciliares y correspondencia privada con el objetivo nítido de orientar la opinión del lector en favor de la cruzada y en particular, de los derechos adquiridos por Montfort y su séquito sobre las tierras de los señores excomulgados del Languedoc: Ramón o Raimundo VI, conde de Toulouse; y sus vasallos o partidarios, especialmente los Trencavel, vizcondes de Albi, Béziers y Carcassonne, los condes de Foix y los señores de Béarn.
La Historia se encuentra a caballo entre la crónica y la gesta, tuvo un eco considerable eco y fue prontamente traducida al francés, aunque hubo que esperar a principios del siglo XX para que la Société d’Histoire de France, a instancias del medievalista Achille Luchaire, encargara una edición crítica a Pascal Guébin (1887-1945) y Ernest Lyon (1881-1957), quienes localizaron los manuscritos existentes y fijaron científicamente el texto original, muy corrompido en las ediciones impresas circulantes, por ejemplo la incluida en la Patrologia Latina de Migne, seguramente la más accesible aún hoy de todas ellas. Su esfuerzo se plasmó en la edición latina en tres volúmenes aparecidos entre 1926 y 1939 publicados por la Societé, aunque Guébin, editor principal de la obra, falleció antes de dar a la luz su traducción francesa, que apareció al fin en 1951 gracias a los desvelos de Henri Maisonneuve. Más recientemente la obra ha sido traducida al alemán y al inglés.

## Obras
- Pierre de Vaulx-Cernay, Histoire de l'hérésie des Albigeois et de la sainte guerre contre eux (de l'an 1203 à l'an 1218), trad. François Guizot, Paris, Belin, 1824,
- Petri Vallium Monachi, Hystoria Albigensis. Historia de factis et triumphis memorabilibus nobilis viri domini Simonis comitis de Monte Forti (1213-1218), édition par P. Guébin et E. Lyon, Paris, 1926-1939.
- Pierre des Vaux de Cernay, Histoire albigeoise, nouvelle traduction par Pascal Guébin et Henri Maisonneuve, Paris, Vrin (L'Église et l'État au Moyen Âge, 10), 1951.